# Norbergsstrejken

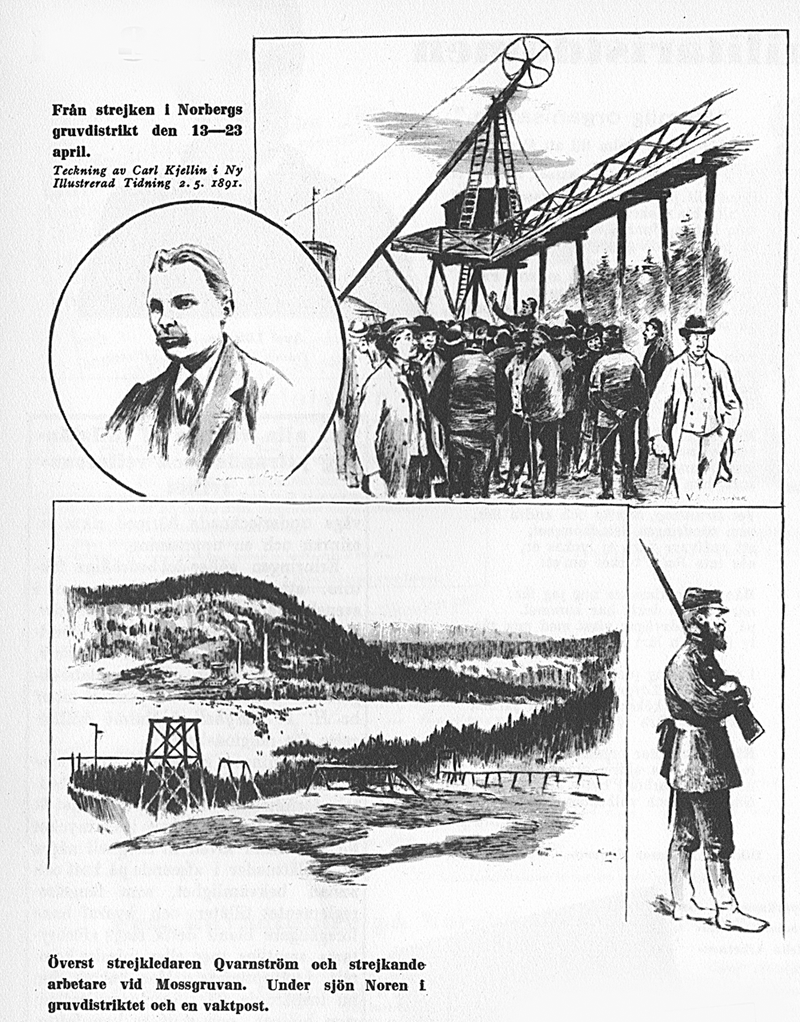
Bild från 1891 av Carl Kjellin, överst ses strejkledaren Qvarnström och strejkande arbetare, underst ses en del av gruvdistriktet och en vaktpost.

Norbergsstrejken var en strejk som pågick mellan 1891 och 1892. Strejken var en av den svenska arbetarrörelsens största arbetskonflikter. 

## Bakgrund och förlopp

### Konflikt i Kallmora järnmalmsgruva
Ursprunget var en strejk som startade i Kallmora järnmalmsgruva den 2 februari 1891 föranledd av en lönesänkning på 16 procent. När arbetarna i Kallmoragruvan inte fått något resultat efter tre månader, utbröt den 13 april en allmän strejk i Norberg. Militär inkallades från Västmanlands regemente men det visade sig att soldaterna slöt upp på de strejkande arbetarnas sida. Hjalmar Branting anlände nu till Norberg och uppmanade arbetarna till lugn. Han lyckades förhandla fram en skiljedomstol och den 23 april avblåstes strejken. Arbetarna fick dock inte själva delta i förhandlingarna, utan Hjalmar Branting blev deras företrädare.
Den 25 maj antogs en skiljedom, där arbetarna fick medbestämmanderätt och arbetet återupptogs. Arbetarna förklarade sig nöjda, trots att de hade förväntat sig ett bättre avtal. 

### Konflikt i Kallmora silvergruva
Men gruv- och bruksägarna började nu en hårdare taktik och i Kallmora silvergruva, som inte varit med i strejken, avskedades nio av de äldsta arbetarna. Arbetarna krävde att få bestämma vilka som skulle avskedas och när det vägrades utbröt strejk. Företagaren inkallade strejkbrytare som arbetarna försökte avvisa, myndigheterna ingrep och 21 arbetare åtalades. Flera dömdes. Hårdast dömdes Gustaf Henrik Qvarnström, som varit ledande man, till sex månaders straffarbete.

### Hot om lockout
Den 17 augusti fick arbetarna ett ultimatum, att om inte arbetet återupptogs inom en månad, så skulle hela Norberg lockoutas. Landshövding Fredrik Hederstierna höll tal och uppmanade arbetarna att återgå till arbete. Så blev fallet och de avskedade underhölls av kamraterna till årets slut.

### Krav på underskrifter
I oktober 1891 ställde gruvägarna krav på personliga avtal, ordningsregler och hyreskontrakt, som skulle vara undertecknade senast den 1 november. Dessa förbjöd bland annat arbetarna att inhysa kringresande fackföreningsmän och politiker i sina bostäder. Arbetarna ansåg att de inte kunde underteckna kontrakten. Men underskrifter pressades fram, bland annat genom att vägra kredit i handelsboden för dem som vägrade. Till den 16 november kom ett nytt ultimatum: de som inte skrivit under skulle avskedas och vräkas ur företagens lägenheter.

### Ny strejk
Nu blev det ny strejk i hela Norbergs bergslag under stor enighet. Man ordnade gemensamma matinköp för att klara livhanken. Bidrag kom från arbetare i hela Sverige. Företagarna ställde upp en egen poliskår om 25 man. Strejken pågick i sju månader ända till den 15 juli 1892. Då hade strejken smält ihop och ebbade ut. Somliga återgick till arbetet. Men många sökte sig redan under strejktiden bort från orten till andra arbetsplatser eller försörjdes av kamraterna tills de skaffat annat arbete. Åtskilliga emigrerade till Amerika eller hamnade i nya gruvföretag i Norrland.

### Resultatet
Strejken blev ingen seger för arbetarsidan. Men den gav kampvana och arbetarna i andra gruvor runtom fick lönehöjningar på mellan fem och tio procent, för att de inte skulle göra gemensam sak med Norbergsarbetarna. Ledande under hela strejken var G. H. Qvarnström, som svartlistades och till sist fick plats som symaskinsagent i Stockholm, mot löfte att inte agitera i fortsättningen. Han fick söka tröst i spriten och avled i misär 1907. Hinke Bergegren som demonstrerade mot strejkbrytare i Norberg, dömdes liksom flera andra strejkande till flera månaders fängelse.

## Ljudinspelning
- Norbergs-Strejken 1891-92 / Karlsson, Sture ; Andersson, Arne. Norbergsstrejken, 1980. LP, 33 v/m, 30 cm, vinyl. Svensk Mediedatabas
- https://sverigesradio.se/avsnitt/1406746 Släktband  9 december 2019. Om hur sjuårige Ernst vräktes från sin bostad då pappan deltog i Norbergsstrejken.